# Giungla (film)
Giungla è un film italiano di genere drammatico e sentimentale del 1942, diretto da Nunzio Malasomma.

## Trama
In un'isola tropicale alcuni medici cercano di debellare la malaria che sta causando molti morti. Due di loro sono innamorati della stessa donna, Virginia, una dottoressa; uno di essi, Pietro Fischer, era stato in precedenza fidanzato con lei, ma venne coinvolto seppur innocente in un omicidio; fuggito per evitare la detenzione, viene processato e condannato in contumacia. Anni dopo ritorna con l'identità diversa di Dos Passos, conquistandosi una fama di valente scienziato. Will Rubber, un giornalista, lo riconosce e lo denuncia, ma il medico riuscirà a dimostrare l'estraneità al delitto grazie alla testimonianza decisiva del suo collega e rivale in amore. Alla fine Pietro, riacquistata la propria reale identità, può fidanzarsi con Virginia avendo l'approvazione anche degli stessi indigeni.

## Produzione
Il film fu girato nell'autunno del 1941 negli studi di Cinecittà.

## Distribuzione
Il film venne distribuito nel circuito cinematografico italiano nel febbraio del 1942.